# جيم بورو
جيم بورو (بالإنجليزية: Jim Burrow)‏ هو لاعب كرة قدم أمريكية أمريكي، ولد في 29 نوفمبر 1953 في هامبتون في الولايات المتحدة.

## وصلات خارجية
- جيم بورو على موقع مرجع كرة القدم المحترفة.كوم (الإنجليزية)